# بريان ديفيس
بريان ديفيس (بالإنجليزية: Bryan Davis)‏ هو مخترِع أمريكي، ولد في 13 أبريل 1981 في مونتيري في الولايات المتحدة.